# Jamaika-Anolis
Der Jamaika-Anolis (Anolis garmani, Syn.: Norops garmani) gehört innerhalb der Teilordnung der Leguanartigen (Iguania) zur Gattung der Anolis.

## Beschreibung
Männchen erreichen eine Gesamtlänge von bis zu 35 cm, Weibchen rund 25 cm. Die Schwanzlänge beträgt dabei rund 2/3 der Gesamtlänge. Die Tiere zeichnen sich durch eine smaragdgrüne Grundfärbung aus. Auf den Flanken sind mehrere gelblich bis braune Querstreifen zu sehen. Der Rücken weist einen Schuppenkamm auf, der sich bis zum Schwanzende fortsetzt. Dieser Kamm ist bei Weibchen weniger deutlich ausgeprägt. Nachts und in Ruhephasen wandelt sich die Färbung in ein braun. Der recht massige Kopf setzt sich nur wenig vom Körper ab und endet in einer spitzen Schnauze. Der Körper ist insgesamt von schlanker Form. Um die Augen sind gelbliche Augenringe erkennbar. Der Jamaika-Anolis hat sehr gut ausgebildete Augen, die er (wie Chamäleons) unabhängig voneinander bewegen kann. Die Ohrenöffnungen liegen weit hinten am Kopf. Ihre dünnen Beine enden in 5 Fingern, die mit kräftigen Krallen versehen sind. 
Männchen zeichnen sich durch eine große Kehlwamme aus, die gelblich gefärbt ist und dem Imponiergehabe dient und gegenüber Artgenossen und Fressfeinden als Drohgebärde verstanden werden kann. Neben der Größe lassen sich Männchen noch anhand der vergrößerten Postanalschuppen leicht erkennen. Männchen sind sehr territorial und verteidigen ihr Revier energisch. Diese baumlebende Art gehört noch nicht zu den bedrohten Arten. Sie erreichen ein Alter von etwa 10 Jahren.

## Verbreitung
Das ursprüngliche Verbreitungsgebiet der Jamaika-Anolis erstreckt sich über die Karibikinsel Jamaika. Dort bewohnen sie die Baumwipfel des Bergwaldes bis in Höhen von rund 1.500 Metern. Mittlerweile ist diese Art auch in Florida heimisch. Die sind sehr stark revierbezogen und verteidigen ihr Revier gegenüber Eindringlingen. Drohgebärden sind hierbei das Aufrichten der Vorderbeine sowie das Aufblasen der Kehlwamme. Lässt sich ein Eindringling nicht vertreiben, so kommt es zum Kampf, der nicht selten für den Unterlegenen tödlich endet. Das Weibchen verlässt die Baumwipfel nur zur Eiablage. 

## Nahrung
Die Tiere ernähren sich überwiegend von Insekten und deren Larven. Hier und da bessern sie ihren Speiseplan mit reifen Früchten auf.

## Fortpflanzung
Die Geschlechtsreife erreicht der Jamaika-Anolis mit rund 10 bis 12 Monaten. Die Fortpflanzung ist an keine feste Jahreszeit gebunden. Während der Balz versucht das Männchen seiner Auserwählten durch Kopfnicken und Aufblasen der Kehlwamme zu imponieren. Das Weibchen legt im Abstand von drei bis vier Wochen jeweils zwei Eier in Erdmulden auf dem Waldboden. Die Mulden werden nach der Eiablage sorgsam abgedeckt. Die Eier haben eine durchschnittliche Größe von 1,2 cm. Nach etwa 50 bis 60 Tagen schlüpfen die Jungtiere, die eine Geburtslänge von etwa 8 cm haben. Unmittelbar nach dem Schlupf häuten sie sich zum 1. Mal. 